# Trigg County
Trigg County är ett administrativt område i delstaten Kentucky, USA. År 2010 hade countyt 14 339 invånare. Den administrativa huvudorten (county seat) är Cadiz, Kentucky. 

## Geografi
Enligt United States Census Bureau så har countyt en total area på 1 246 km². 1 148 km² av den arean är land och 98 km² är vatten. 

### Angränsande countyn
- Lyon County - norr
- Caldwell County - nordost
- Christian County - öst
- Stewart County, Tennessee - söder
- Calloway County - sydväst
- Marshall County - nordväst